# DND Flyway
Der DND Flyway oder Delhi Noida Direct Flyway ist eine 9,2 km lange indische Schnellstraße, die Delhi mit Noida verbindet. Das Hauptbauwerk ist die 552,5 m lange Delhi Noida Bridge über die Yamuna. Die Straße ist achtspurig ausgebaut und ist für einen Verkehr von bis zu 222.000 Fahrzeugen pro Tag ausgelegt.

## Geschichte
Die indische Infrastructure Leasing & Financial Services, Delhi und Noida unterzeichneten im April 1992 eine gemeinsame Absichtserklärung zum Bau der Brücke unter dem BOOT-Betreibermodell (Build Own Operate Transfer). Ein Lenkungsausschuss der Stakeholder wurde eingerichtet, der die Ausführung des Projektes überwacht. Für dessen Umsetzung wurde die Zweckgesellschaft Noida Toll Bridge Company Ltd. (NTBCL) gegründet.
Im November 1997 wurde der Konzessionsvertrag zwischen Noida, der NTBCL und der IL&FS unterzeichnet, welches der NTBCL das Recht gab, Maut zu erheben um die Kosten für den Bau, Betrieb und Unterhalt des DND Flyways zu erheben, wobei die Konzession abläuft sobald 20 % der Kosten eingenommen wurden.
Die Schnellstraße wurde im Februar 2001 dem Verkehr übergeben. Sie war eines der ersten Public Private Partnership, die Baukosten wurden auf 408,2 Crore Rupien (100 Mio. US-Dollar) veranschlagt. Das Projekt wurde innerhalb des Kostenvoranschlags vorzeitig fertiggestellt.
Seit Oktober 2016 wird keine Maut mehr erhoben.